# 斯蒂维耶雷堡
斯蒂维耶雷堡（義大利語：Castiglione delle Stiviere），或纯音译作卡斯蒂廖内-德莱斯蒂维耶雷，是意大利曼托瓦省的一个市镇。总面积42.09平方公里，人口22326人，人口密度530.4人/平方公里（2009年）。国家统计（ISTAT）代码为020017。
1706年与1796年的卡斯蒂廖内战役进行于此。

## 景点
- 斯蒂维耶雷堡城堡
- 类思历史博物馆
- 国际红十字会博物馆
- 斯蒂维耶雷堡主教座堂
- 圣类思公撒格朝圣所圣殿
- 圣巴斯弟盎圣殿

## 友好城市
- 義大利 贝泽卡
- 義大利 蒙特普兰多内
- 法國 巴朗坦
- 德国 阿尔高地区洛伊特基希